# Juan de Mena

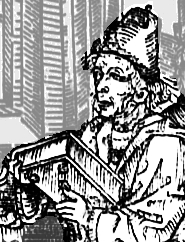
Juan de Mena, detaliu dintr-o gravură

Juan de Mena (n. 1411 la Córdoba - d. 1456 la Torrelaguna, comunitatea Madrid) a fost un poet spaniol, unul dintre cei mai importanți reprezentanți ai liricii secolului al XV-lea din această țară. 
Reperele sale au fost Dante, Petrarca si Bocaccio. Cea mai importanta creatie a sa a fost Laberhynto de Fortuna o Las trescientas, creatie care dateaza din anul 1444.
Prin tehnica minuțioasă, încercarea de restructurare a sintaxei după modelul limbii latine și rafinamentul stilistic, poate fi considerat un precursor al lui Góngora.

## Laberhynto de Fortuna o Las trescientas
Poemul are 300 de strofe la care s-au mai adaugat 65 de catre un necunoscut. Este un poem epic, vizionar in maniera lui Dante care descrie calatoria autorului la caminul Fortunei-zeita norocului/sortii- o calatorie în care este calauzit de Divina Providencia, femeia care ii arata poetului 3 roti ale norocului (prezentul, trecutul si viitorul). Aceste 3 roti sunt guvernate de catre o anumita planeta. Fiecare roata este alcatuita din 7 cercuri concentrice. In al 7-lea cerc poetul il intalneste pe Alvaro de Luna, un calaret care o poate stapani pe Fortuna.
Cele 7 planete corespund virtuților capitale. Aceste 3 roti simbolizeaza caracterul intamplator al sortii care-i recompenseaza pe pacatosi.
In final, poetul narator cere providentei sa faca o profetie asupra lui Juan al doilea care prevede o mare glorie.
Acest poem este foarte amplu si eterogen, fiind presarat cu reflectii morale, dar care are si o miza politica. Labirintul este un drum plin de primejdii în care protagonistul este supus mai multor probe. Poezia erotica este o poezie foarte rafinata, galanta si uneori plina de gratie: "Donde llago en esta cama/La mayor mena de mi/Es pensar cuando par ti/De entre brasos de mi dama."

## Scrieri
- 1499: Laberhynto de Fortuna o Las trescientas ("Labirintul Fortunei sau Cele trei sute");
- La claroescuro ("Clarobscurul");
- Las coplas contra los pecados mortales ("Cupletele împotriva păcatelor de moarte");
- Razonamiento con la muerte ("Gâlceavă înțeleaptă cu moartea");
- 1536 (postum): La coronación ("Încoronarea").